# Тахтаев, Юрий Викторович
Юрий Викторович Тахтаев (род. 1964) — советский и российский врач-офтальмолог высшей категории, доктор медицинских наук.

## Биография
Родился 7 июля 1964 года.

### Образование
В 1987 году окончил Первый Ленинградский медицинский институт имени академика И. П. Павлова по специальности «Лечебное дело».
В 1993 году окончил ординатуру в МНТК «Микрохирургия глаза» им. акад. С. Н. Федорова по специальности «Офтальмология».
В 1999 году присвоена ученая степень «кандидат медицинских наук». Тема диссертации — «Особенности факопротезирования при факоэмульсификации».
В 2008 году присвоена ученая степень «доктор медицинских наук». Тема диссертации — «Хирургическая коррекция пресбиопии и аметропий»

### Деятельность
С 2000 по 2016 работал на кафедре офтальмологии Северо-Западного государственного медицинского университета им. И. И. Мечникова. С 2000 года — доцент, с 2008 года — профессор, с с 2012 по 2016 год — заведующий кафедрой офтальмологии.
С 2016 года — профессор кафедры офтальмологии Первого Санкт-Петербургского медицинского университета имени академика И. П. Павлова.
С 2000 года — руководитель обучающего курса первого в России офтальмологического симуляционного центра «WetLab» (совместный проект СПб МАПО и Санкт-Петербургского филиала МНТК «Микрохирургия глаза» им. акад. С. Н. Федорова). Создал собственную хирургическую школу. За 15 лет существования проекта подготовил более 1500 хирургов.
С 2009 по 2015 год — заместитель директора по науке Санкт-Петербургского филиала ФГБУ МНТК «Микрохирургия глаза» им. акад. С. Н. Федорова.

#### Специализация и область научных интересов[2]
Владеет всеми современными методиками хирургического и консервативного лечения различных заболеваний глаз.
Специализация: хирургия осложненных случаев катаракты, хирургия глаукомы, рефракционная хирургия прозрачного хрусталика, коррекция пресбиопии
Автор более 80 научных публикаций и 7 патентов РФ.

#### Участие в организациях и конгрессах[1][2]
Действительный член Российской Академии Естественных Наук (РАЕН).
Член правлений Российского и Санкт-Петербургского научных обществ офтальмологов.
Входит в состав редколлегии журнала «Офтальмологические ведомости» (входит в перечень ВАК для публикации материалов кандидатских и докторских диссертаций).
С 2010 по 2011 год — приглашенный профессор Университета г. Сан-Паулу (Бразилия)
С 2010 по 2013 год — приглашенный хирург и консультант Министерства здравоохранения Объединённых Арабских Эмиратов (Ministry of Health of UAE Visiting Consultant Program).
В 2014 году — приглашенный профессор Университета г. Лугано (Швейцария).
С 2008 по 2012 год- приглашенный профессор и приглашенный хирург на сессиях «живой хирургии» Европейского Общества катарактальной и рефракционной хирургии (ESCRS): 2008 — г. Берлин (Германия), 2009 — г. Афины (Греция), 2012 — г. Прага (Чехия).
В 2006 году — приглашенный профессор и приглашенный хирург на сессиях «живой хирургии» на конгрессах Американского общества катарактальных и рефракционных хирургов (ASCRS): 2006 — г. Сан-Диего (США).
В 2009 году — приглашенный профессор и приглашенный хирург на сессиях «живой хирургии» на конгрессе Американской Академии офтальмологии (AAO) 2009 — г. Сан-Франциско (США).
В 2012 году — Автор лучшего доклада научной сессии «Хирургические техники» в рамках конгресса Американского общества катарактальных и рефракционных хирургов вг. Сан-Франциско (США).
С 2013 по 2014 год — приглашенный профессор и приглашенный хирург на сессиях «живой хирургии» на 40 международных и национальных конгрессов в более чем 30 странах мира. В том числе конгрессах Азиатско-Тихоокеанского офтальмологического общества (APACRS). 2013 — г. Ченнай (Индия), 2014 — Гонконг (Китай)
С 2007 по 2014 год — приглашенный профессор и приглашенный хирург на сессиях «живой хирургии» на конгрессах Общества офтальмологов Ближнего востока и стран Африки (MEACO). 2006 — Маракеш (Марокко), 2007 — г. Дубай (ОАЭ), 2009 — г. Манама (Бахрейн), 2014 — г. Дубай (ОАЭ)
Приглашенный профессор и приглашенный хирург на сессиях «живой хирургии» на национальных конгрессах в Италии, Норвегии, Кипре, Хорватии, Болгарии, Македонии, Сербии, Словении, Белоруссии, Казахстане, Азербайджане, Украине, Румынии, Турции, Филиппинах.

## Список публикованных работ[3]
1. Takhtaev Y. Surgery of high ametropia: lens exchange versus LASIK / Y. Takhtaev, L. Balashevich // Basic sciences and clinical application: XIX Congress of the European Society of Cataract and Refractive Surgeons. — Munich, 2001. − P. 184.
2. Тахтаев Ю. В. Факорефракционная хирургия высоких аметропий / Ю. В. Тахтаев, Л. И. Балашевич // Современные технологии в офтальмохирургии: Тез. докл. науч.-практ. конф. — Киев: Б. и., 2002. − С. 34.
3. Тахтаев Ю. В. Advantec и NeoSonix — новейшие технологии в хирургии хрусталика / Ю. В. Тахтаев // Материалы науч.-практ. конф. «Современные технологии хирургии катаракты». — М.: Б. и., 2002. — С. 285—287.
4. Тахтаев Ю. В. Факорефракционная хирургия аметропий высоких степеней / Ю. В. Тахтаев, Л. И. Балашевич, А. Г. Радченко // X съезд офтальмологов Украины: Тез. докл. — Одесса: Б. и. − 2002. − С. 78-79.
5. Takhtaev Y. Surgery of high ametropia: lensectomy vs. posterior chamber phakic IOL / Y. Takhtaev, L. Balashevich // Basic sciences and clinical application: XX Congress of the European Society of Cataract and Refractive Surgeons. — Nice, 2002. — P. 208.
6. Тахтаев Ю. В. Сравнительная оценка эффективности звуковой и ультразвуковой факоэмульсификации при применении Advantec Neosonix системы / Ю. В. Тахтаев, Л. И. Балашевич // III Евро-Азиатская конф. по офтальмологии: Тез. докл. — Екатеринбург: Б. и., 2003. — Ч. I. − С. 39-40.
7. Тахтаев Ю. В. Факорефракционная хирургия аметропий высоких степеней / Ю. В. Тахтаев, Л. И. Балашевич, А. Г. Радченко // Материалы науч.-практ. конф. «Современные технологии хирургии катаракты». — М.: Б. и., 2003. − С. 304—307.
8. Тахтаев Ю. В. Сравнительная оценка эффективности звуковой и ультразвуковой факоэмульсификации при применении технологии Advantec NeoSonix / Ю. В. Тахтаев, Л. И. Балашевич // Новое в офтальмологии. −2003. − № 1. — С. 42-43.
9. Takhtaev Y. Comparison of sonic and ultrasonic phacoemulsification using the Advantec NeoSonix system / Y. Takhtaev, L. Balashevich, A. Radchenko // Basic sciences and clinical application: XVII International congress Hellenic Society of Intraocular Implant and Refractive surgery. — Athens, 2003. − P. 46.
10. Тахтаев Ю. В. Первый опыт клинического применения мультифокальных ИОЛ Acrysof Restor / Ю. В. Тахтаев, Л. И. Балашевич // Офтальмохирургия.− № 3. − 2004.− С. 30-33.
11. Тахтаев Ю. В. Частота развития вторичной катаракты после имплантации гидрофобных интраокулярных линз / Ю. В. Тахтаев, Л. И. Балашевич, Н. А. Молодкина // Новое в офтальмологии. — 2004. − № 3. — С. 16-18.
12. Балашевич Л. И. Первый опыт клинического применения мультифокальных интраокулярных линз AcrySof Restor / Л. И. Балашевич, Ю. В. Тахтаев // II Междунар. науч. конф. офтальмологов Причерноморья: Тез. докл. — Одесса: Б. и., 2004. − С. 46-47.
13. Takhtaev Y. Refractive lens exchange with an Acrysof Restor intraocular lens / Y. Takhtaev, L. Balashevich // Basic sciences and clinical application: XXII Congress of the European Society of Cataract and Refractive Surgeons. — Paris, 2004. − Р. 162.
14. Тахтаев Ю. В. Хирургическая коррекция пресбиопии рефракционно-дифракционными интраокулярными линзами AcrySof Restor / Ю. В. Тахтаев, Л. И. Балашевич // Материалы 6-й междунар. науч.-практ. конф. «Современные технологии катарактальной и рефракционной хирургии». — М.: Б. и., 2005. — С. 276—279.
15. Тахтаев Ю. В. Современное состояние экстракции катаракты и коррекции афакии у детей различных возрастных групп / Ю. В. Тахтаев, Е. Е. Сомов, Е. А. Панютина // Там же. − С. 280—283.
16. Тахтаев Ю. В. Опыт клинического применения мультифокальных интраокулярных линз AcrySof Restor / Ю. В. Тахтаев // VIII съезд офтальмологов России: Тез. докл. — М.: Издат. центр МНТК «Микрохирургия глаза», 2005. − С. 620.
17. Тахтаев Ю. В. Мультифокальная коррекция афакии у детей различных возрастных групп / Ю. В. Тахтаев, Е. Е. Сомов, Е. А. Панютина // Материалы юбил. науч. конф. «Современные проблемы детской офтальмологии», посвящ. 70-летию основания первой в России каф. дет. офтальмологии. — СПб.: Пиастр, 2005. — С. 106—108.
18. Тахтаев Ю. В. Особенности экстракции катаракты и коррекции афакии у детей / Ю. В. Тахтаев, Е. Е. Сомов // IV симпозиум офтальмологов Украины: Тез. докл. — Киев: Логос, − 2005. − С. 48-49.
19. Тахтаев Ю. В. Современные методы лечения детей, страдающих обскурационной амблиопией / Ю. В. Тахтаев, Е. Е. Сомов // Материалы междунар. науч.-практ. конф. офтальмологов Украины «Предупреждение слепоты у детей в рамках программы ВОЗ». — Киев: Б. и., 2005. — С. 283—284.
20. Тахтаев Ю. В. Хирургическая коррекция гиперметропии и пресбиопии рефракционно-дифракционными псевдоаккомодирующими интраокулярными линзами AcrySof ReSTOR / Ю. В. Тахтаев, Л. И. Балашевич // Офтальмохирургия − 2005. − № 3. − С. 12-16.
21. Балашевич Л. И. Аберрометрические исследования при артифакии / Л. И. Балашевич, А. Б. Качанов, Ю. В. Тахтаев // Материалы 6-й междунар. науч.-практ. конф. «Современные технологии катарактальной и рефракционной хирургии». — М.: Б. и., 2005. — С. 334—335.
22. Balashevich L. Our experience with 100 implantations of the AcrySof ReSTOR lens / L. Balashevich, Y. Takhtaev // Klin. Mbl. Augenheilk. − 2005. − Bd 222, № 1. — S. 27.
23. Takhtaev Y. Clinical results with Acrysof Restor apodized diffractive pseudoaccommodative IOL: long-term follow-up / Y. Takhtaev // Basic sciences and clinical application: XXIII Congress of the European Society of Cataract and Refractive Surgeons. — Lisbon, 2005. − P. 114.
24. Takhtaev Y. Techniques and outcomes with Infiniti vision system / Y. Takhtaev, L. Balashevich // Ibid. − P. 109.
25. Панютина Е. А. Комплексный подход к лечению детей, страдающих обскурационной амблиопией / Е. А. Панютина, Ю. В. Тахтаев // Материалы науч.-практ. конф. «Детская офтальмология. Итоги и перспективы». — М.: Б. и., 2006. − С. 59-60.
26. Балашевич Л. И. Аберрометрические исследования при артифакии / Л. И. Балашевич, А. Б. Качанов, А. А. Варавка, Ю. В. Тахтаев, С. А. Никулин // Материалы науч.-практ. конф. «Федоровские чтения», посвящ. 80-летию со дня рождения акад. С. Н. Федорова. — М.: Б. и., 2007. − С. 40-41.
27. Качанов А. Б. Роль аберрометропических исследований в диагностике подвывиха хрусталика / А. Б. Качанов, А. А. Варавка, Ю. В. Тахтаев // Там же.− С. 52-53.
28. Тахтаев Ю. В. Хирургическая коррекция афакии у детей с помощью мультифокальных линз / Ю. В. Тахтаев, Е. Е. Сомов, Е. А. Панютина // Междунар. конф. «Современная микрохирургия детских катаракт»: Тез. докл. — Одесса: Б. и., 2007. − С. 66-67.
29. Балашевич Л. И. Клиническая аберрометрия при различных типах интраокулярной коррекции / Л. И. Балашевич, А. Б. Качанов, А. А. Варавка, Ю. В. Тахтаев // Всерос. науч. конф. «Лазерная рефракционная и интраокулярная хирургия», посвящ. 20-летию Санкт-Петербургского филиала ФГУ МНТК «Микрохирургия глаза» им. акад. С. Н. Федорова: Тез. докл. − СПб.: Б. и., 2007. − С. 26-27.
30. Тахтаев Ю. В. Рефракционная хирургия хрусталика / Ю. В. Тахтаев, Л. И. Балашевич // Там же. − С. 182—190.
31. Балашевич Л. И. Клиническая аберрометрия и интраокулярная коррекция / Л. И. Балашевич, А. Б. Качанов, А. А. Варавка, Ю. В. Тахтаев // Всерос. науч.-практ. конф. «Новые технологии в офтальмологии», посвящ. 20-летию Чебоксарского филиала ФГУ "МНТК «Микрохирургия глаза» им. акад. С. Н. Федорова: Тез. докл. − Чебоксары: Б. и., 2007. − С. 21-22.
32. Балашевич Л. И. Аберрометрия при подвывихе хрусталика / Л. И. Балашевич, А. Б. Качанов, А. А. Варавка, Ю. В. Тахтаев // Там же. − С. 20-21.
33. Балашевич Л. И. Аберрометрия как метод оценки интраокулярной коррекции / Л. И. Балашевич, А. Б. Качанов, Ю. В. Тахтаев // Офтальмохирургия − 2007. − № 4. − С. 10-14.
34. Тахтаев Ю. В. Хирургическая коррекция гиперметропии высокой степени путем одномоментной имплантации монофокальной и бифокальной дифракционно-рефракционной интраокулярных линз у пациентов с пресбиопией / Ю. В. Тахтаев // Офтальмохирургия. − 2007. −№ 4. − С. 18-21.
35. Балашевич Л. И. Задний капсулорексис при прозрачной задней капсуле хрусталика / Л. И. Балашевич, Ю. В. Тахтаев, А. Г. Радченко // Офтальмохирургия. − 2008. −№ 1.− С. 18-21.
36. Тахтаев Ю. В. Контрастная чувствительность и слепимость после рефракционных лазерных и интраокулярных операций у пациентов с гиперметропией высокой степени / Ю. В. Тахтаев // Офтальмохирургия — 2008. − № 1. − С. 34-37.
37. Тахтаев Ю. В. Контрастная чувствительность и слепимость после рефракционных операций у пациентов с миопией высокой степени / Ю. В. Тахтаев // Вестн. Рос. Воен.-мед. акад. − 2008. − Т. 20, № 1. − С. 27-30.
38. Искаков И. А. Исследование оптических характеристик дифракционно-рефракционной ИОЛ с аподизирующей поверхностью / И. А. Искаков, Ю. В. Тахтаев, В. П. Коронкевич, Г. А. Ленкова // Вестн. Рос. Воен.-мед. акад. − 2008. − Т. 20, № 1. − С. 31-35.